# Stefan Karadzja (Varna)
Stefan Karadzja (Bulgaars: Стефан Караджа ) is een dorp in het noordoosten van Bulgarije. Het dorp is gelegen in de gemeente Valtsji Dol, oblast Varna. Het dorp ligt hemelsbreed 50 km ten noordwesten Varna en 343 kilometer ten noordoosten van Sofia. 

## Bevolking
Op 31 december 2020 telde het dorp Stefan Karadzja 650 inwoners. Het aantal inwoners vertoont al vele jaren een dalende trend: in 1934 had het dorp nog 2.073 inwoners.
| Bevolkingsontwikkeling tussen 1934 en 2020          |
| --------------------------------------------------- |
|                                                     |
| Bron: Nationaal Statistisch Instituut van Bulgarije |

Alle 715 inwoners reageerden op de officiële volkstelling van 1 februari 2011. Van deze 715 respondenten gaven 464 personen aangesloten te zijn bij de "Turkse etniciteit". Daarnaast identificeerden 175 personen zichzelf als "Bulgaren" en 60 personen als "Roma". De rest van de bevolking heeft geen etnische achtergrond gespecificeerd.
| Etnische samenstelling van de respondenten (2011) | Etnische samenstelling van de respondenten (2011) | Etnische samenstelling van de respondenten (2011) | Etnische samenstelling van de respondenten (2011) | Etnische samenstelling van de respondenten (2011) |
| ------------------------------------------------- | ------------------------------------------------- | ------------------------------------------------- | ------------------------------------------------- | ------------------------------------------------- |
|                                                   |                                                   |                                                   |                                                   |                                                   |
| Bulgaren                                          | Bulgaren                                          |                                                   | 24,5%                                             | 24,5%                                             |
| Turken                                            | Turken                                            |                                                   | 64,9%                                             | 64,9%                                             |
| Roma                                              | Roma                                              |                                                   | 8,4%                                              | 8,4%                                              |
| Anders/Onbekend                                   | Anders/Onbekend                                   |                                                   | 2,2%                                              | 2,2%                                              |